# Magazzini Contratti
Le palais des Magazzini Contratti est un bâtiment historique de la ville de Milan en Italie.

## Histoire
Le bâtiment, conçu par l'architecte italien Luigi Broggi, est construit en 1903.

## Description
Le palais se situe dans le centre-ville de Milan à côté du palais du Credito Italiano, lui-même conçu par Luigi Broggi.
Le bâtiment, qui présente un style Art nouveau, se distingue par ses grandes fenêtres, réalisées grâce à l'utilisation de techniques et de matériaux modernes. La façade est décorée de sculptures et bas-reliefs de béton et de piliers et garde-corps de fonte.